# Falconina melloi
Falconina melloi är en spindelart som beskrevs av Schenkel 1953. Falconina melloi ingår i släktet Falconina och familjen flinkspindlar. Inga underarter finns listade i Catalogue of Life.